# بيت مجحز (همدان)

تعديل مصدري - تعديل

بيت مجحز هي إحدى قرى عزلة ربع همدان بمديرية همدان التابعة لمحافظة صنعاء، يبلغ تعداد سكانها 722 نسمة حسب تعداد اليمن لعام 2004.